# Сокол-250
«Сокол-250» (ЭС250, ранее ВСМ250) — опытный российский высокоскоростной электропоезд двойного питания (для работы как на постоянном, так и на переменном токе), представитель несостоявшегося семейства «Сокол», имеющий конструкционную скорость 250 км/ч. Генеральный разработчик ЦКБ морской техники «Рубин». Проектирование велось при содействии ряда конструкторских бюро. Опытный образец был построен к 2000 году при содействии министра путей сообщения Аксёненко и Российского открытого акционерного общества «Высокоскоростные магистрали» (РАО «ВСМ»).

## История создания

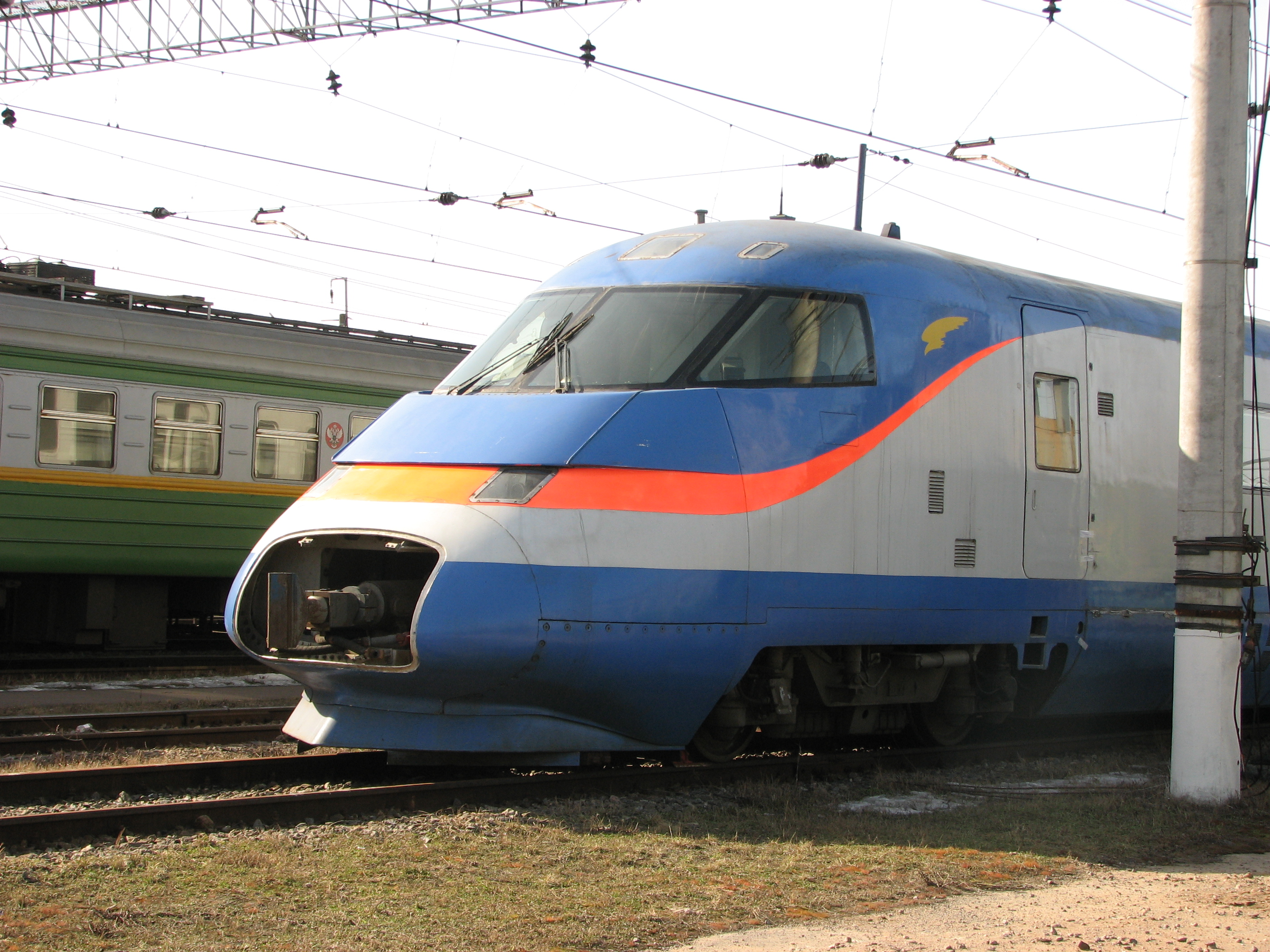
ЭС250-001 в депо

### Предпосылки к созданию
В СССР, по инициативе Министерства путей сообщения СССР, Государственного комитета по науке и технике и Академии наук СССР начались работы по Государственной научно-технической программе «Высокоскоростной экологически чистый транспорт» (Постановление Совета министров СССР от 30.12.1988 года № 1474). В 1988 году программа была разработана и утверждена. Наиболее перспективными направлениями для организации высокоскоростного (со скоростью движения 300—350 км/ч) сообщения были названы линии от Москвы (до Ленинграда, Смоленска, Брянска, Воронежа, Горького и тому подобного) и Ленинграда (например, до Мурманска и Хельсинки). В марте 1991 года Государственная экспертная комиссия Госплана СССР приняла решение о целесообразности выделения проекта высокоскоростной магистрали для сообщения между Ленинградом и Москвой в качестве самостоятельной научно-технической задачи. После распада СССР Президент России Борис Ельцин подписал на эту тему указ № 120 от 13.09.1991 года. В декабре того же года Правительство Российской Федерации, мэрия Москвы, мэрия Санкт-Петербурга, администрация Ленинградской области и Октябрьская железная дорога учредили РАО «ВСМ», в задачи которого входили строительство и эксплуатация магистрали и производство для неё подвижного состава.
В планы РАО «ВСМ», занимавшегося проектом организации высокоскоростного движения на железных дорогах России, входило в том числе и создание отечественного высокоскоростного электропоезда. Для его создания было решено привлечь различные предприятия, среди которых были относящиеся к оборонной промышленности. Было создано ЗАО «Сокол-350» (совместное предприятие РАО «ВСМ» и завода «Трансмаш» в городе Тихвин, который в 2002 году переименован в Тихвинский завод транспортного машиностроения «Титран»), которое выступало как головной изготовитель подвижного состава семейства «Сокол». Первым представителем семейства решили сделать состав, рассчитанный на максимальную скорость 250 км/ч, то есть «Сокол-250». Впоследствии планировалось создать версию с максимальной скоростью 350 км/ч, причём не исключалось внедрение системы наклона кузова вагона для возможности безопасного прохождения кривых.

### Проектирование
В 1993 году определились с генеральным разработчиком поезда. Им стало ЦКБ морской техники «Рубин», специализацией которого были подводные лодки. Для него это было первое задание гражданского назначения. Всего в создании электропоезда участвовало более 60 предприятий, как железнодорожных, так и оборонной промышленности, из которых девять (например, французское Soferail и испанское Ineco) были иностранными.
Высокоскоростные тележки для вагонов проектировалась специалистами по танкам из ОАО «ВНИИТрансмаш», совместно с ЦКБ морской техники «Рубин» и ОАО «НВЦ «Вагоны». Изготовителем было выбрано ЗАО ТЗТМ «Титран». ЦНИИ судовой электротехники (ЦНИИ СЭТ) участвовал в разработке тягового привода. ЗАО «Сокол-350» использовало производственные мощности тихвинского завода «Трансмаш». Изготовление корпусов вагонов поручили судостроительному заводу «Алмаз», исследования по прочности вагонных корпусов проводились в ЦНИИ имени академика А. Н. Крылова. Бортовую систему компьютерного управления создавало НПО «Аврора».
В период с 1992 по 1993 год решался вопрос принципиального выбора тяги (применить моторвагонную тягу, применяемую, например, в Японии и Италии, либо локомотивную тягу, распространённую в Германии и Франции). В итоге было решено применять моторвагонную тягу. В 1994 году был защищён эскизный проект поезда, началась разработка конструкторской документации. 21 октября того же года на территории завода «Трансмаш» торжественно открыто производство высокоскоростного подвижного состава. При благоприятном стечении обстоятельств первый поезд рассчитывали получить в 1995 году.
Однако в 1995 году, из-за противоречий в вопросе создания высокоскоростного поезда, отраслевые и научные организации оказались фактически отстранены от участия в проекте.

### Производство
В 1997—1998 годах шли работы по созданию опытного образца. Изготавливались и испытывались отдельные узлы электропоезда. На первом этапе работы велись на средства РАО «ВСМ», далее на 70 % на средства МПС РФ и 30 % РАО «ВСМ». Работы по реконструкции инфраструктуры на маршруте должны были быть полностью финансированы МПС РФ.
1 апреля 1998 года завершилось изготовление первого опытного корпуса вагона (это был корпус промежуточного вагона), который был отправлен в ЦНИИ имени академика А. Н. Крылова на прочностные испытания. Там, на специальном стенде, при помощи прессов проводились деформации, имитирующие повреждения при аварии, в том числе элементов крэш-системы. Всего за период с 23 июня по 28 декабря 1998 года было изготовлено шесть кузовов вагонов первого состава, которые были направлены на завод «Трансмаш». В начале 1999 года туда же переданы стапели и другое оборудование для постройки вагонов.
Комплект электрооборудования разработан ЦНИИ СЭТ; изготовление тяговых электродвигателей (ТЭД) типа ТАД355-675-6 с жидкостным охлаждением осуществлял Ленинградский электромашиностроительный завод (ЛЭЗ) (ОАО «Новая сила») расположенный в посёлке Металлострой, прочее оборудование — сам ЦНИИ СЭТ.
Электропоезд получил сокращённое обозначение ВСМ250, позже переименован в ЭС250 (опытный образец получил номер 001). До июня 2000 года на заводе «Трансмаш» на вагоны ЭС250-001 устанавливалось оборудование с проведением наладочных работ, после чего состав передали на испытания. При этом часть оборудования ещё не была установлена (например, в пассажирских салонах не завершена отделка, отсутствовали кресла; в кабине машиниста вместо штатного пульта был подключён обычный компьютер).
В РАО «ВСМ», в случае успешного прохождения испытаний, планировали построить два состава по 12 вагонов в каждом, которые должны были курсировать на Октябрьской железной дороге, одновременно переходя к проекту «Сокол-350» (ВСМ350).

### Испытания

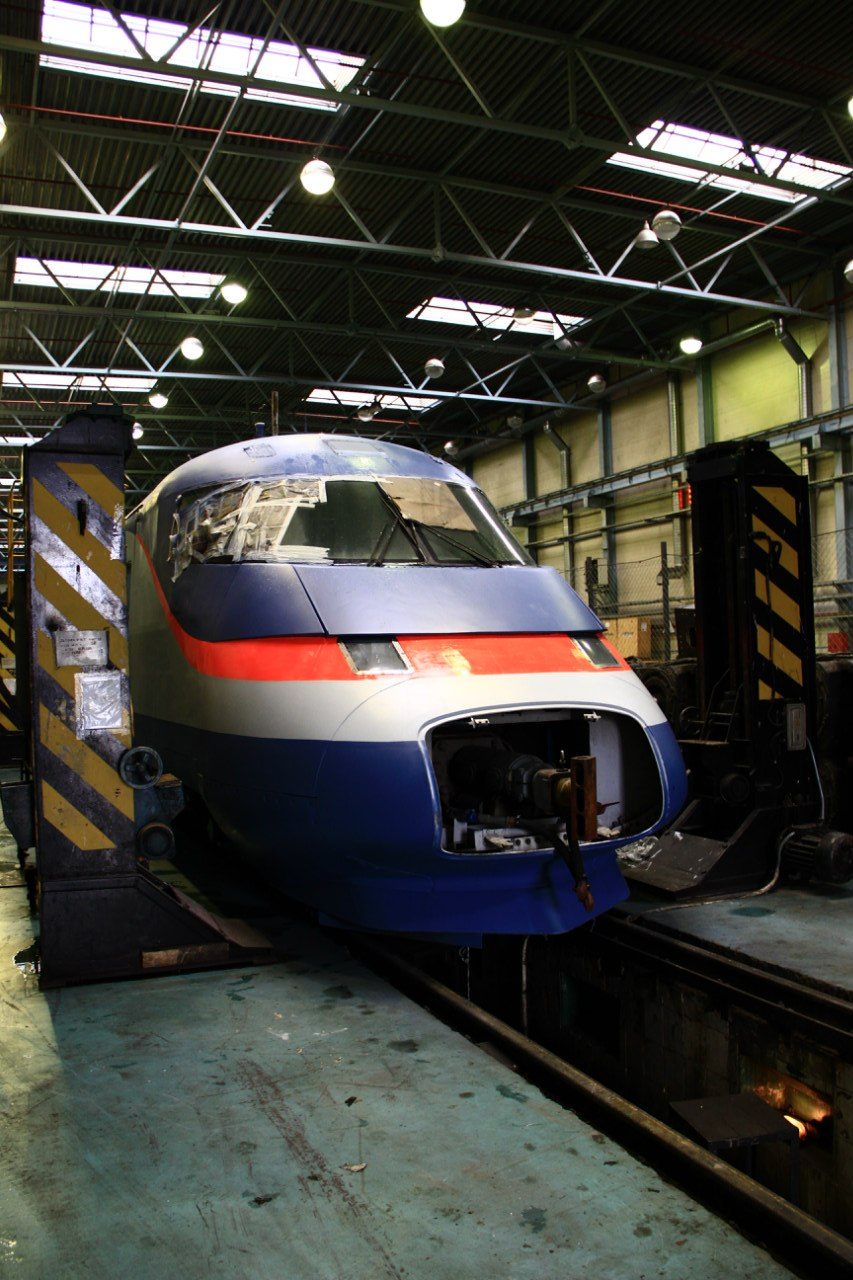
ЭС250-001 во время ремонта в депо ТЧ-10 Санкт-Петербург — Московское

15 января 2001 года МПС РФ был утверждён график испытаний поезда. Испытания проводились на экспериментальном кольце ВНИИЖТ и на Октябрьской железной дороге. Комплексные приёмочные испытания начались в феврале 2001 года и завершились в июле того же года. Питание поезда производилось только в режиме постоянного тока. В период с 8 по 9 апреля 2001 года проведена первая поездка из Санкт-Петербурга в Москву и обратно, а 19 апреля поезд прошёл тот же путь без подстраховки отдельным локомотивом. Рекордная для ЭС250 скорость 236 км/ч была достигнута 29 июня того же года на 407 километре главного хода Октябрьской железной дороги. Испытания проводились отраслевыми институтами (Всероссийским научно-исследовательским институтом железнодорожного транспорта (ВНИИЖТ), Всероссийским научно-исследовательским институтом автоматизации и связи (ВНИИАС), Всероссийским научно-исследовательским институтом железнодорожной гигиены (ВНИИЖГ)). Как раз в конце июля планировался ввод электропоезда в эксплуатацию с пассажирами.
В конце июля 2001 года на станции Москва-Пассажирская-Киевская состоялась выставка с электропоездом ЭС250, на которой присутствовали представители руководства страны и МПС РФ.
После этого Межведомственная приёмочная комиссия представила заключение о результатах испытаний электропоезда. В выводе значилось: «Опытный электропоезд по условиям безопасности движения и обеспечения необходимого комфорта не может быть рекомендован для ввода в эксплуатацию с пассажирами». В списке значились 25 недостатков. В заключении в то же время были отмечены и положительные стороны проекта. Например, было отмечено, что по большинству показателей поезд соответствовал требованиям технического задания. Отмечена хорошая аэродинамика и плавность хода, нормально выдержали испытания подшипниковые узлы колёсно-моторных блоков, дисковые тормоза прицепных вагонов, магниторельсовый тормоз.
Среди недоработок были указаны недостатки тягового оборудования, тормозного оборудования моторных вагонов, высоковольтных вакуумных контакторов, системы снего- и влагозащиты. Выявлены проблемы с прочностью рам тележек головного и моторного вагона. При движении в кривых со скоростью более 210 км/ч динамические показатели не соответствовали заявленным требованиям.
С августа по сентябрь 2001 года шли работы по устранению обнаруженных на приёмочных испытаниях недостатках поезда. По заявлению и.о. министра путей сообщения Александра Целько, сделанному во время пресс-конференции 3 декабря 2001 года, руководство МПС РФ рассчитывало начать регулярную эксплуатацию ЭС250 в конце 2002 года. 7 декабря 2001 года Экономический совет МПС РФ принял решение, в соответствии с которым в конце этого месяца были проведены пять опытных поездок состава в графике движения электропоезда ЭР200. Поездки прошли успешно, с прохождением маршрута за 4 часа 40 минут без пассажиров на борту. На основной части пути поезд развивал скорость от 200 до 204 км/ч. В одном из отчётов РАО «ВСМ» значилось следующее: «В мире всего несколько стран способны самостоятельно проектировать и выпускать высокоскоростные поезда. В этот своеобразный клуб входят Япония, Франция, Германия, Италия, Швеция и Испания. Теперь к ним присоединилась и Россия, завершающая создание своего высокоскоростного поезда «Сокол»..
В феврале и марте 2002 года, по указанию вернувшегося на пост министра путей сообщения Геннадия Фадеева, были проведены контрольные испытания электропоезда. В состав Межведомственной комиссии входили в основном специалисты МПС. По результатам испытаний было установлено, что достигнуты улучшения по некоторым параметрам (например, по системе пневмоподвешивания при прохождении кривых, по электромагнитной совместимости с устройствами сигнализации и связи, по некоторым санитарно-гигиеническим показателям). Было также отмечено, что при одном и том же графике движения ЭС250 расходует на 14,5 % меньше электроэнергии по сравнению с ЭР200, а плавность хода значительно выше.
Тем не менее снова был выявлен ряд недостатков. В частности, отмечены: неудовлетворительная конструкция магниторельсового тормоза и дискового тормоза моторного вагона, недостаточная усталостная прочность рамы тележки, превышение нормативов электромагнитной совместимости с устройствами сигнализации и связи, неполное соответствие по санитарно-гигиеническим показателям, неудовлетворительная ремонтопригодность некоторых узлов. Некоторые из недостатков имели непосредственную связь с безопасностью движения. В итоге комиссия вынесла решение о непригодности опытного образца ЭС250 к эксплуатации, а в МПС решили прекратить финансирование проекта «Сокол».

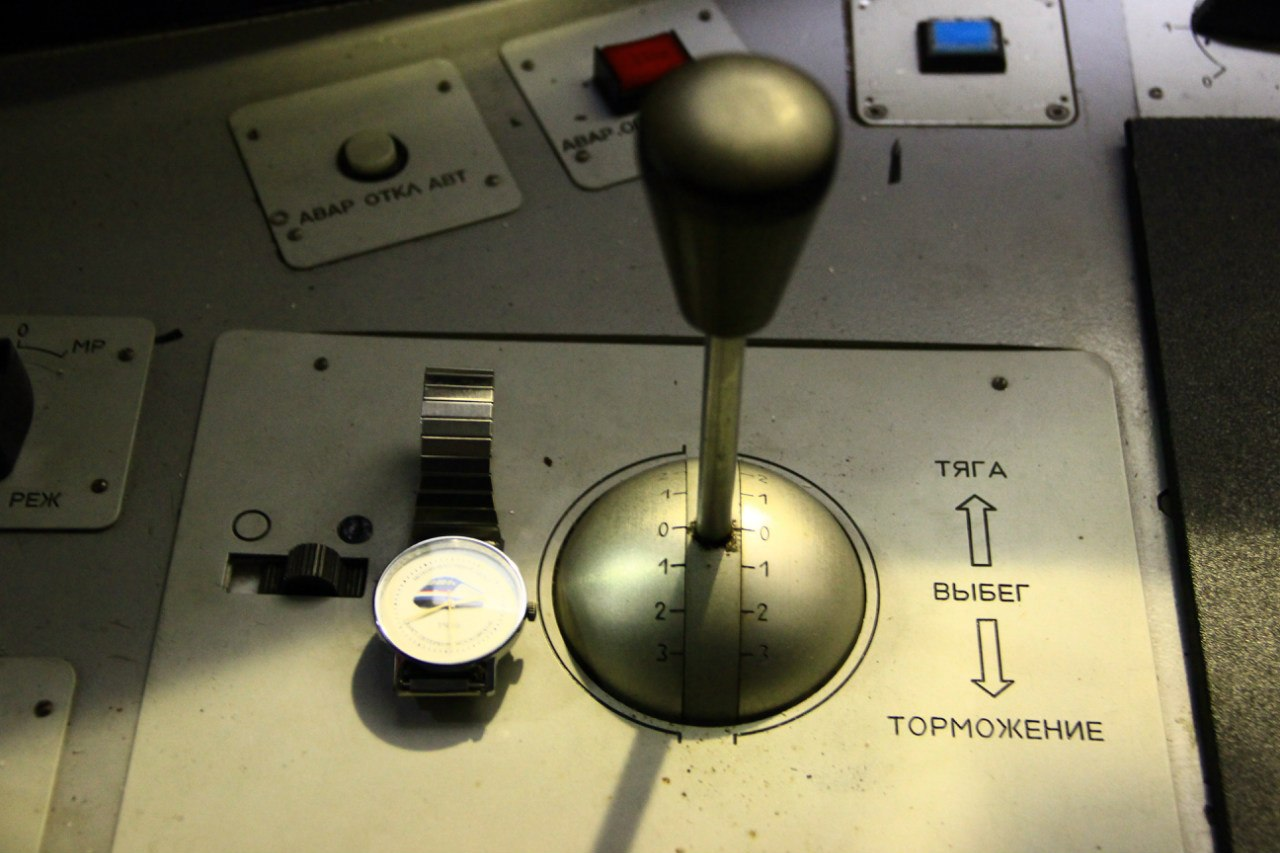
Юбилейные часы с изображением электропоезда «Сокол»

После такого заявления МПС академик Спасский, участвовавший в разработке поезда, направил в Правительство РФ письмо на эту тему. 12 мая 2003 года Президент РФ Владимир Путин издал поручение № Пр-836, в соответствии с которым Правительство РФ своими решениями от 15 мая 2003 года (№ МК-П10-5518) и от 19 февраля 2004 года (№ ВЯ-П10-10пр) поручило участникам проекта разработать предложения по завершению испытаний опытного образца (на 2003-2005 годы). Российской академией наук была создана комиссия под председательством академика Фролова, которая ознакомилась с результатами работ и заслушала сообщения ведущих исполнителей работ. В заключении комиссии от 17 июля 2003 года отмечалось, что в результате проведённых работ определились направления необходимых доработок отдельных узлов и агрегатов, не ставя под сомнение правильность принятых технических решений. В документе указывалось на необходимость продолжения работ по проекту с целью перехода на серийное производство таких поездов. В конце апреля 2004 года Геннадий Фадеев, ставший к тому времени президентом ОАО «Российские железные дороги» (ОАО «РЖД»), приехал с Санкт-Петербург и беседовал с академиком Спасским, после чего 27 апреля заявил о решении продолжать работы по проекту с ЦКБ «Рубин» и гарантировал финансирование работ, выразив уверенность в достижении цели.
Но уже 29 апреля пресс-служба ОАО «РЖД» сообщила, что средств на продолжение работ по проекту нет, но при этом компания заинтересована в организации высокоскоростного сообщения. Там же сообщалось о целесообразности привлечения средств разработчика и завода-изготовителя, либо привлечённых инвестиций. Игорь Левитин, назначенный в марте 2004 года министром транспорта, рассчитывал на создание нового высокоскоростного поезда, производимого в России, но с привлечением к разработке иностранных специалистов. Позже стало известно о планах Геннадия Фадеева о совместном проекте с компанией Siemens, который начали реализовывать МПС и министерство транспорта.
11 августа 2004 года Владимир Путин подписал ещё два поручения (№ Пр-1339 и № Пр-1350) о завершении работ по высокоскоростному поезду. Однако в РАО «ВСМ» ориентировались на создание уже другого поезда, использовав лишь часть полученных наработок. Несколько последующих лет ЭС250-01 простоял на территории завода-изготовителя. В итоге нишу высокоскоростных электропоездов после ЭР200 заняли составы ЭВС1 и ЭВС2, созданные на платформе Siemens Velaro. Их производство планировалось организовать в России, но все эти составы пришлось закупать у немецкого производителя.

## Общие сведения

### Составность
Электропоезд формируется из трёхвагонных учётных секций, в каждой из которых средний вагон является моторным промежуточным (Мп). Головная секция с одного конца имеет прицепной головной вагон (Пг), а с другого — прицепной промежуточный вагон (Пп). Промежуточная секция вместо вагона Пг имеет второй вагон Пп. Каждая секция имеет полный комплект тягового, вспомогательного и тормозного оборудования. В проекте базовой составностью считалась 12-вагонная, то есть две головные и две промежуточные секции. Таким образом, композиция электропоезда в общем виде может быть записана как Пг+Мп+Пп+0…2×(Пп+Мп+Пп)+Пп+Мп+Пг. Опытный образец (ЭС250-001) состоял из двух головных секций, сцеплённых кабинами наружу, то есть в композиции Пг+Мп+Пп+Пп+Мп+Пг.

### Технические характеристики

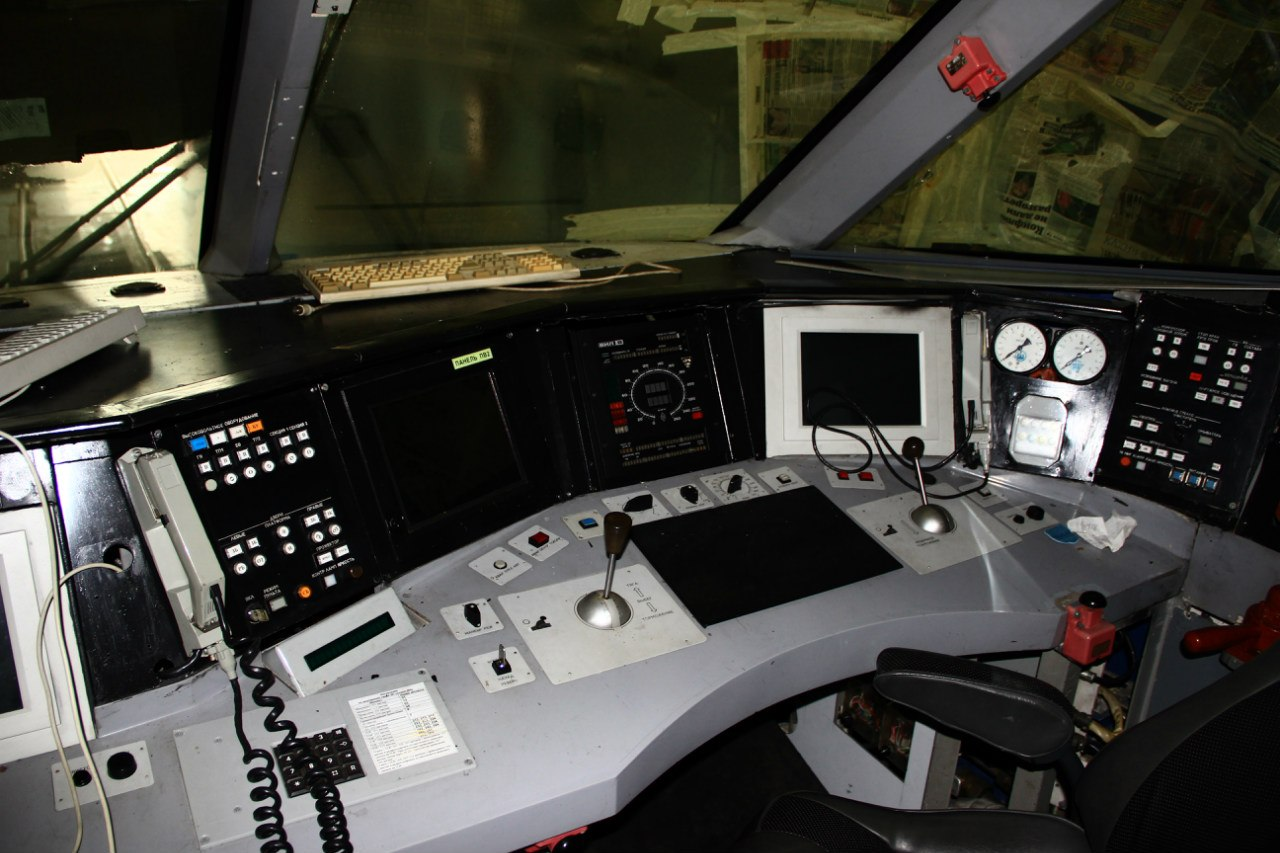
Пульт управления

Основные параметры опытного шестивагонного электропоезда (ЭС250-001):
- ширина колеи — 1520 мм;
- длина — 162 000 мм;
- масса тары — 303 т;
- максимальная нагрузка на ось — 17 тс;
- минимальный радиус проходимых кривых — 150 м;
- конструкционная скорость — 250 км/ч;
- ускорение — 0,5 м/с²;
- напряжение в контактной сети — =3 кВ / ~25 кВ (50 Гц);
- мощность ТЭД — 675 кВт;
- выходная мощность — 2×4×675=5400 кВт;
- количество мест для сидения:
  - 1 класса — 75;
  - 2 класса — 223.

### Нумерация и маркировка
Единственный экземпляр электропоезда получил трёхзначный номер 001, который был нанесён с серией электропоезда на лобовой части кабины по центру (ЭС250-001), однако через некоторое время маркировку на кабине удалили. Каждый вагон поезда получил номер в формате 1XX, где 1 — номер электропоезда без двух первых нулей, а XX — номер вагона в составе. При этом отсутствует зависимость чётности номера вагона от его классификации (Пг, Мп, Пп); номера присвоены подряд от 101 до 105, а также 112. Маркировка с номером вагона выполнена в средней части каждого борта ниже уровня окон в одну строку через дефис после серии электропоезда, например, ЭС250-101, ЭС250-104.

## Конструкция

### Механическая часть

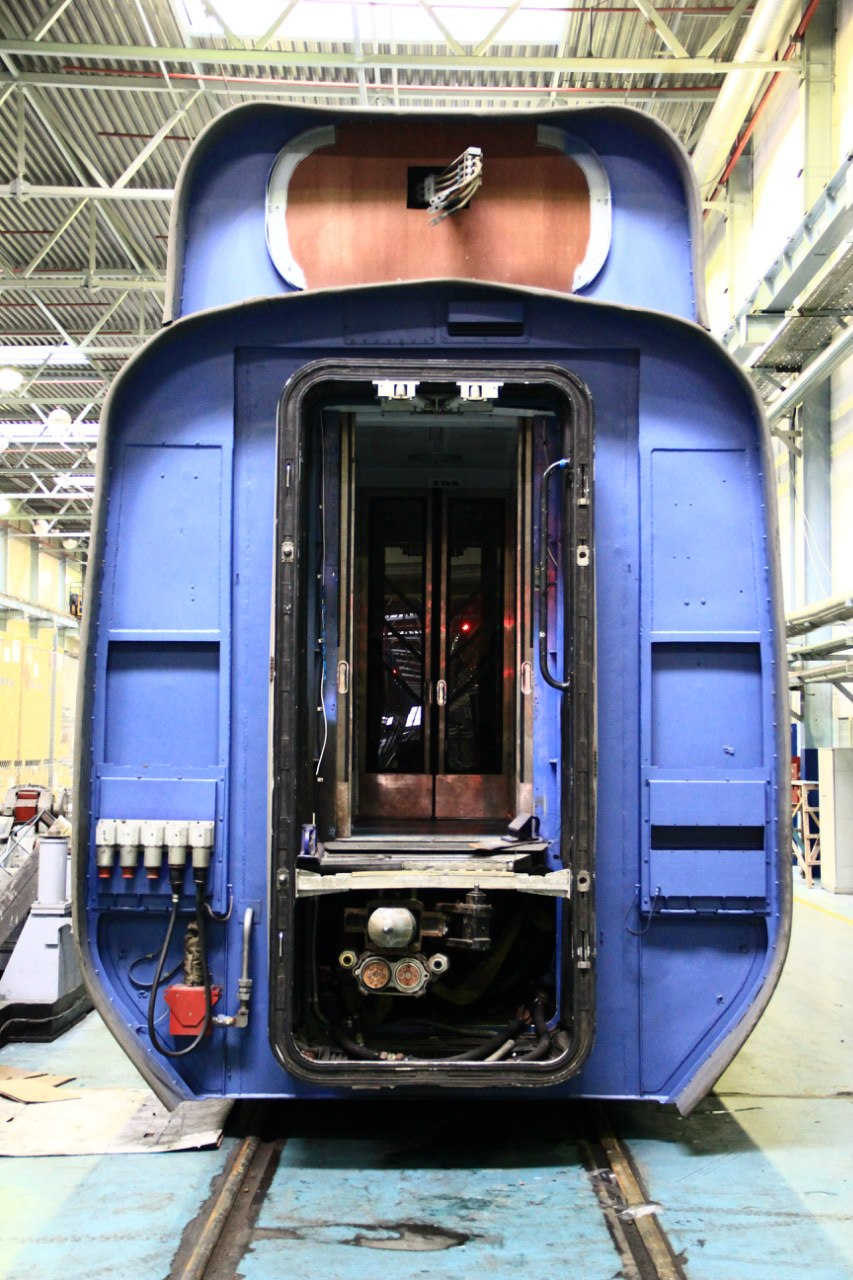
Вид на вагон с торца

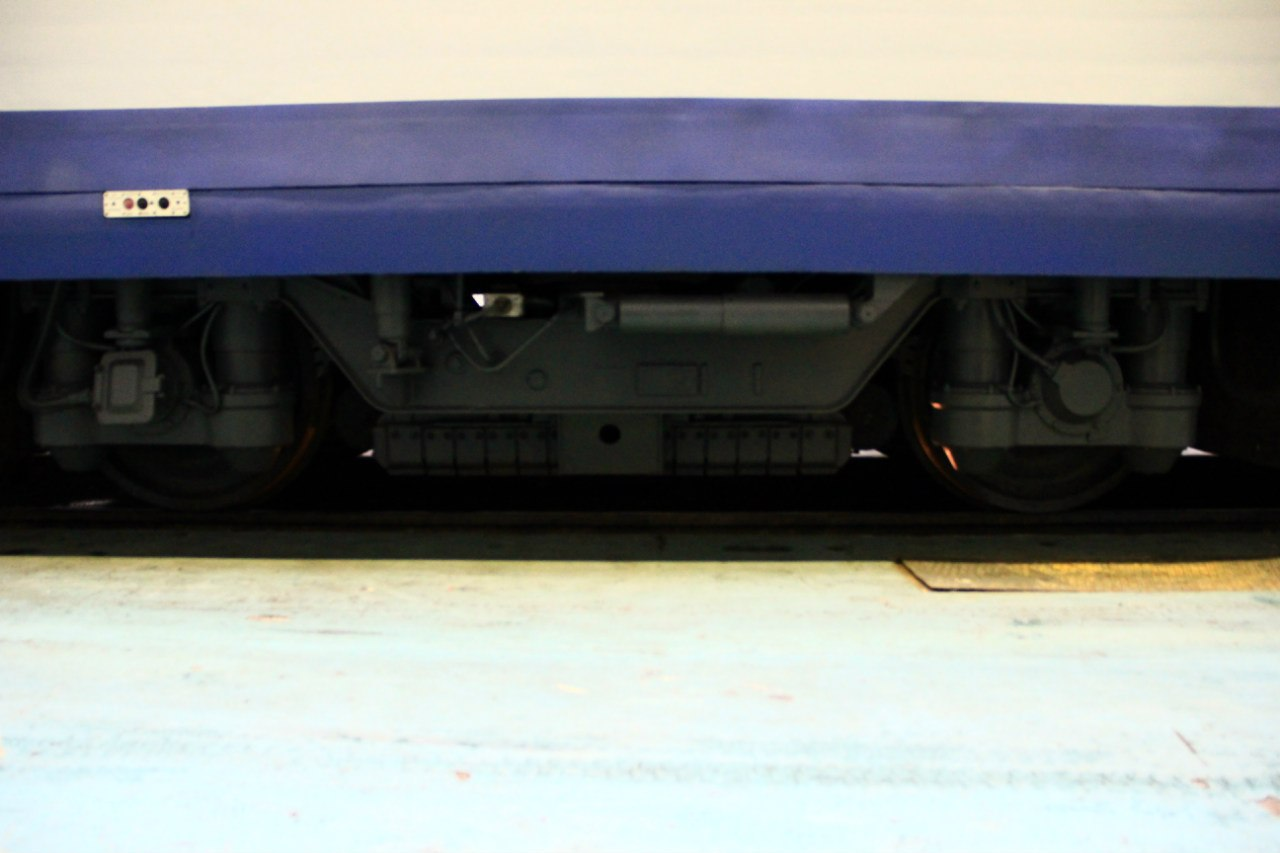
Тележка

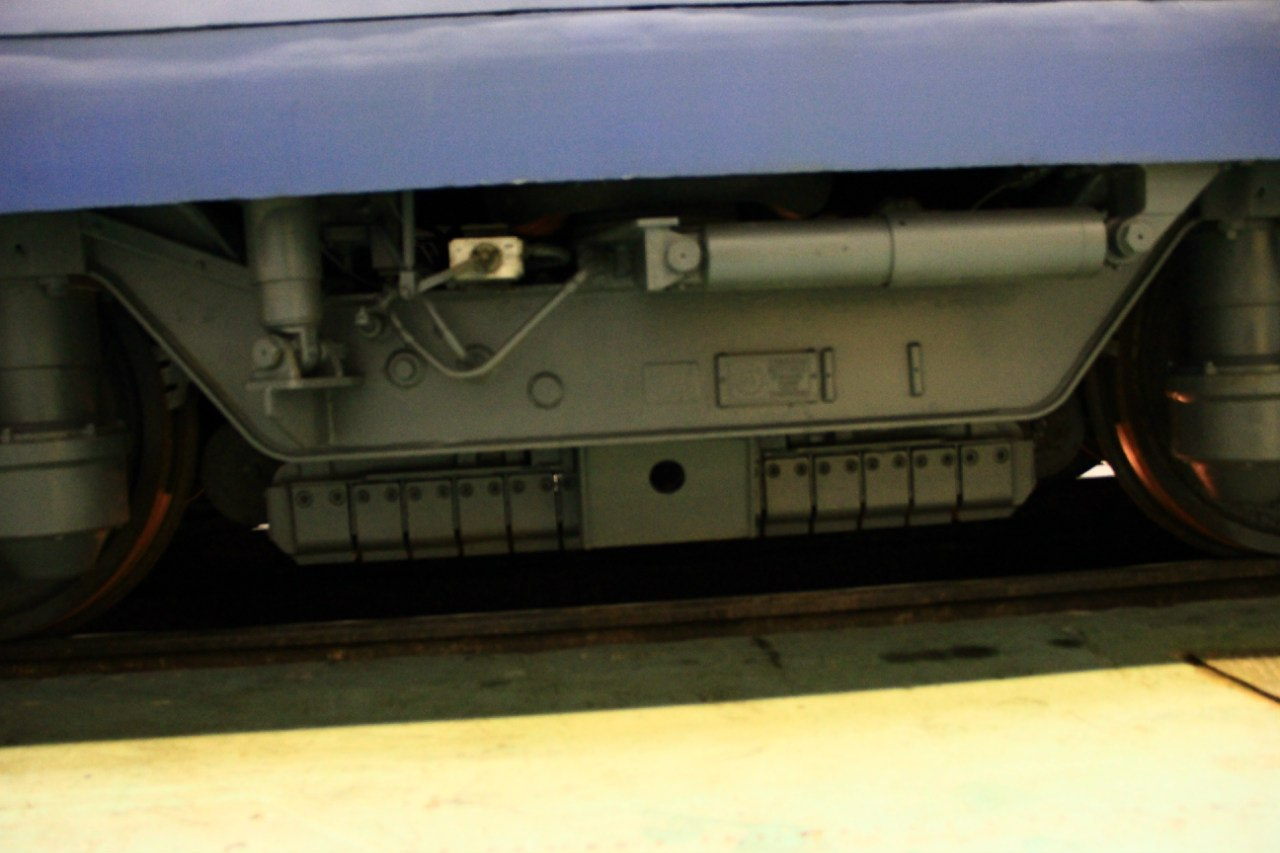
Магниторельсовый тормоз

Кузова вагонов выполнены из алюминия. Каждый вагон имеет по два тамбура с одностворчатыми дверями и опирается на две двухосные тележки. Головной вагон имеет с одной стороны кабину машиниста обтекаемой формы.
Тележки (как моторная, так и немоторная) двухосные безлюлечные. Основные параметры тележек (в скобках приведены отличающиеся значения параметров для моторной тележки):
- диаметр колеса (по ГОСТ 9036) — 957 мм;
- база — 3000 мм;
- поперечное расстояние между продольными осями центрального подвешивания — 2100 мм;
- поперечное расстояние между продольными осями буксового подвешивания — 2100 мм;
- масса — 7528 кг (4708 кг);
- максимальная осевая нагрузка — 18 тс;
- высота центра масс над уровнем головки рельса — 540 мм (537 мм);
- конструкционная скорость — 250 км/ч.

### Электрическое оборудование

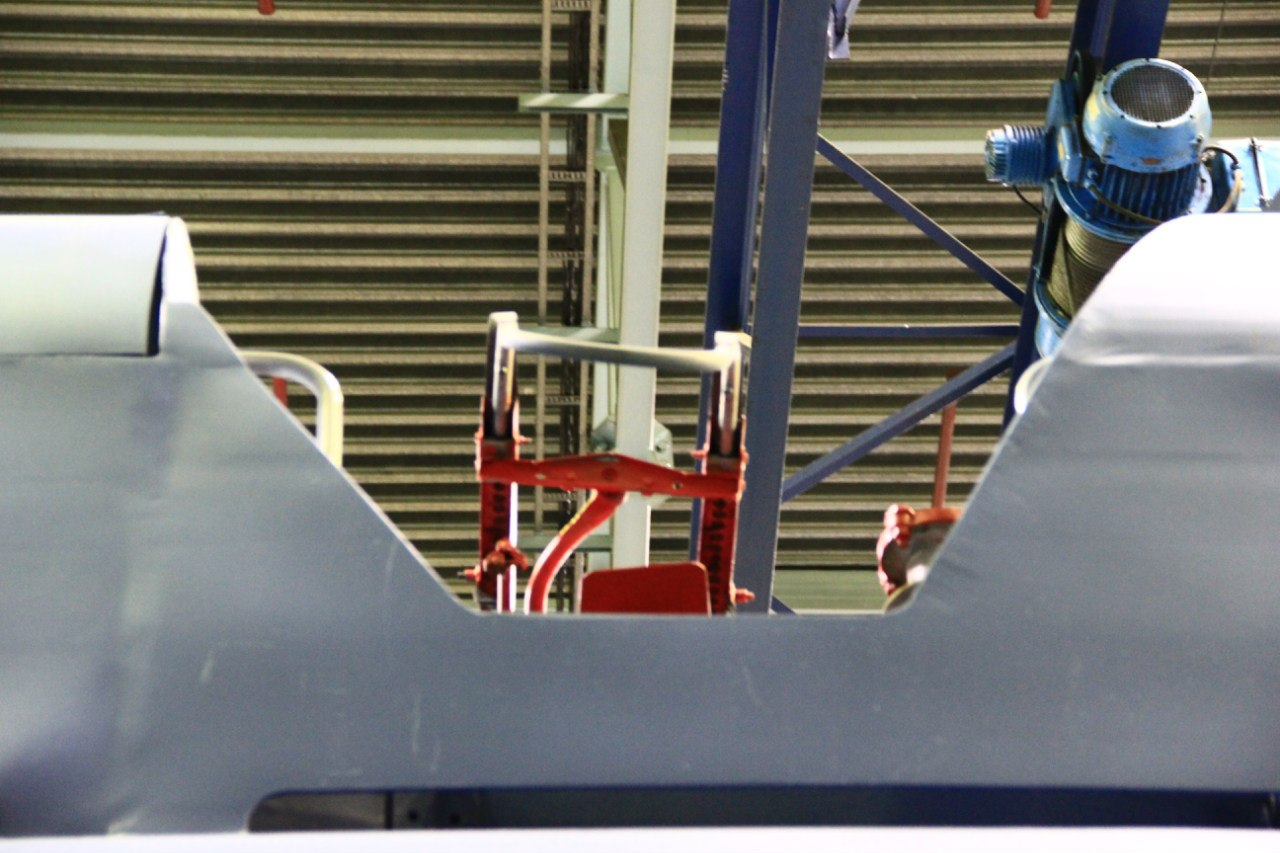
Токоприёмник ТП-250

На электропоезде применены асинхронные ТЭД типа ТАД355-675-6 с жидкостным охлаждением, разработанные в ЦНИИ СЭТ и изготовленные Ленинградским электромеханическим заводом. На каждом из двух вагонов Мп установлено по четыре таких ТЭД максимальной мощностью 675 кВт каждый. Длительная мощность ТЭД составляет 540 кВт. Управление режимами четырёх ТЭД производится через четырёхквадрантный преобразователь (4QS), входящий вместе с ТЭД в состав тягового привода, разработанного и изготавливаемого в ЦНИИ СЭТ совместно с некоторыми другими организациями, в числе которых РАО «ВСМ» и Московский государственный университет путей сообщения (МИИТ, позже МГУПС). Каждый тяговый привод содержит два трансформатора, два преобразователя 4QS, четыре транзисторных инвертора и четыре асинхронных ТЭД. Каждый входной преобразователь имеет максимальную мощность 1350 кВт, а каждый инвертор, как и ТЭД, 675 кВт. Трансформаторы типа ОРНДЦ-2000/25У 3 имеют реактанс 50 %. Инверторы выполнены на транзисторах IGBT (БТИЗ) фирмы Hitachi и тиристорах IGCT фирмы ABB. Частота широтно-импульсной модуляции изначально была принята равной 450 Гц, но в процессе испытаний была увеличена до 900 Гц.

#### Внешнее освещение
По проекту, на каждом головном вагоне для освещения пути перед поездом предусматривались две фары дальнего света и две фары ближнего света, а для освещения контактного провода — два прожектора. На каждом головном вагоне для обозначения головы поезда использовались два буферных фонаря, а для обозначения хвоста поезда — два красных сигнальных огня. На каждом вагоне с токоприёмником предусматривался светильник подсветки места контакта "токоприёмник—контактный провод". На каждом вагоне предусматривались светильники для подсветки мест посадки-высадки пассажиров, 4 светильника для подсветки номера вагона и светильник для подсветки наружного трапа аварийного покидания поезда. Лампы светильников внешнего освещения питались от бортовой сети постоянного тока напряжением 110 В.
Для возможности освещения подвагонного пространства были предусмотрены герметичные разъёмы для подключения переносных светильников с рабочим напряжением 36 В 50 Гц.

#### Внутреннее освещение
Внутреннее освещение электропоезда выполнялось светильниками с люминесцентными лампами и лампами накаливания. Лампы питались от бортовой сети постоянного тока напряжением 110 В. Функционально внутреннее освещение подразделялось на 4 вида: 
- рабочее (общее) освещение — в салонах выполнялось светильниками с люминисцентными лампами мощностью 40 Вт. Светильники устанавливались на потолке салона вагона в два ряда — справа и слева от вентиляционного короба, проходившего по центру потолка. В остальных помещениях (туалеты, тамбуры и т.д.) для рабочего освещения использовались светильники с двумя люминисцентными лампами мощностью 8 Вт каждая[27];
- дежурное освещение — выполнялось лампами накаливания, встроенными в светильники рабочего освещения. Это освещение включалось с пульта управления проводника[27];
- местное (индивидуальное) освещение использовалось для подсветки места каждого пассажира. Выполнялось светильниками с лампами накаливания, расположенными в нижней части багажных полок (один светильник на два посадочных места)[27];
- аварийное освещение — выполнялось лампами накаливания, встроенными в светильники рабочего освещения, в табло "Аварийный выход" и в светильники аварийного трапа. Это освещение включалось либо с пульта управления проводника либо автоматически — при исчезновении напряжения на выходе преобразователя собственных нужд[27].

#### Внутренняя связь
Для передачи информации пассажирам, а также для связи машиниста, начальника поезда, проводников и пассажиров проектом была предусмотрена комплексная система внутренней связи, оповещения и трансляции. Система предусматривала:
- оповещение и трансляцию, в том числе художественное радиовещание для пассажиров[28];
- внутреннюю служебную громкоговорящую связь купе начальника поезда с кабиной машиниста и с купе проводника каждого вагона[28];
- двустороннюю аварийную связь из каждого вагона и из кабины машиниста с начальником поезда[28].

## Сохранение электропоезда
Акции РАО «ВСМ», принадлежавшие ранее государству, после банкротства предприятия были в 2010 году переданы ОАО «РЖД». С этого года ЭС250-001 в полном составе находился под арестом на путях депо Металлострой. До этого электропоезд простаивал на территории завода-изготовителя. Новый собственник планировал разделить состав на две трёхвагонные секции, одну из которых должен был получить ПГУПС, а другую — МГУПС (МИИТ). Там его планировалось использовать в качестве учебного пособия для студентов.
В итоге ОАО «РЖД» приняло решение сохранить вагоны электропоезда для истории с музейной доступностью, причём сразу в двух крупных железнодорожных музеях — в Санкт-Петербурге и в Москве. Для этого состав был разделён на две секции.
Вагоны электропоезда ЭС250 № 104, 105 и 112 27 октября 2012 года прибыли в Музей истории железнодорожной техники Московской железной дороги (экспозиция располагалась на Рижском вокзале в Москве, но была закрыта в 2022 году в связи с переездом музея в Лихоборы). Вагоны № 101, 102 и 103 22 ноября того же года поступили на базу запаса Центрального музея Октябрьской железной дороги (посёлок Шушары, платформа Паровозный Музей Витебского направления Октябрьской железной дороги). В 2016 году переправлены на новую площадку Музея железных дорог России (создан на основе бывшего Музея Октябрьской железной дороги), расположенную рядом с Балтийским вокзалом Санкт-Петербурга.